# Pusterla di Santo Stefano
La Pusterla di Santo Stefano era una delle porte minori (chiamate anche "pusterle") poste sul tracciato medievale delle mura di Milano.

## Storia
Era situata nei pressi di Porta Tosa e della basilica di Santo Stefano Maggiore, che è chiamata anche basilica di Santo Stefano alla Porta per la presenza di questa pusterla. La pusterla di San Stefano esisteva già nel 1220, come testimonia una mappa di Milano realizzata nell'anno menzionato. 
Presso la pusterla di San Stefano l'abbazia di Chiaravalle aveva un ufficio gestito da un religioso, chiamato frate negotiator, deputato alla sottoscrizione e alla gestione degli affari economici e commerciali per conto del monastero milanese. 
La pusterla di Santo Stefano venne in seguito demolita: mancano però documenti che attestino questa demolizione, quindi l'anno di abbattimento della struttura è sconosciuto.